# Haunting of Winchester House
Haunting of Winchester House è un film statunitense del 2009 diretto da Mark Atkins. È un B movie prodotto da The Asylum, società specializzata nelle produzioni di film a basso costo per il circuito direct-to-video.

## Trama
Susan e Drak, due coniugi, accettano di prendersi cura per pochi mesi di una tetra magione in California e vi si trasferiscono con la figlia adolescente. I due iniziano presto ad essere tormentati da diversi spiriti che abitano nella casa e, quando questi rapiscono la figlia, si rivolgono a Dent Harrison, un investigatore del paranormale.

## Produzione
Il film fu prodotto da The Asylum e girato ad Altadena e nella Angeles National Forest, in California nel 2009. La colonna sonora è firmata da Chris Ridenhour. Mark Atkins  è sceneggiatore e regista. La magione del film si ispira fortemente alla Winchester House, una gigantesca mansion situata a San Jose (California).

## Distribuzione
Il film è stato distribuito solo per l'home video negli Stati Uniti il 29 settembre 2009 con il titolo di Haunting of Winchester House in 3D.